# Chodov
Chodov (niem. Chodau) − miasto w Czechach, w kraju karlowarskim. Według danych z 31 grudnia 2003 powierzchnia miasta wynosiła 1 426 ha, a liczba jego mieszkańców 14 454 osób.

## Demografia
| Rok             | 1970   | 1980   | 1991   | 2001   | 2003   |
| --------------- | ------ | ------ | ------ | ------ | ------ |
| Liczba ludności | 11 798 | 14 704 | 14 929 | 14 687 | 14 454 |

Źródło: Czeski Urząd Statystyczny